# 銚子の醤油醸造
銚子の醤油醸造（ちょうしのしょうゆじょうぞう）では、現在の千葉県銚子市における醤油醸造の歴史を扱う。

## 概要
銚子は漁業だけでなく、醤油の町としても発展した。銚子醤油が発展した条件として、気候や地理的条件が関係し、沖合で黒潮と親潮が交わる銚子の気候は、夏冬の気温差が少ない温暖多湿で、醤油醸造の麹菌や酵母に適した。原料は常陸の大豆、小麦が入手し易い位置にあり、大消費地の江戸の町へ利根川、江戸川の水運を利用して醤油を運ぶことができた。たまり醤油は鎌倉時代、紀州興国寺の覚心が湯浅ではじめた。1603年に江戸幕府が開かれ、中心は江戸に移っていき、紀州出身の崎山次郎右衛門が銚子外川港を作って大成功をおさめ1616年（元和2年）、下総銚子の豪農、田中玄蕃（たなか げんば）が、摂津西宮の酒造家、真宜九郎右衛門（さなぎ くろうえもん）の勧めで醸造を始めたのが関東で最古の醤油業（後のヒゲタ醤油）。醤油発祥の地紀州湯浅隣り広村出身の濱口儀兵衛が1645年（正保2年）紀州から銚子に渡り、商売を始めヤマサ醤油を創業した。山笠にキを横向きとしたサにし「ヤマサ」とした。 1697年（元禄10年）田中玄蕃が、こいくち醤油の醸造法を確立した。江戸の町人に関西と違って薄味ではなく甘辛い濃い醤油が好まれ1770年頃に地回り醤油が上方の下りものを凌駕した。
濱口家は、紀州広村本家と銚子を行き来していた。1854年（安政元年）南海大地震に際し、紀州広村にいた濱口儀兵衛は大津波が来ることを予期し村民の命を救った。1855年（安政2年）に堤防を建設した。ヤマサ醤油が1864年（元治元年）に、幕府より最上醤油の称号を得た。濱口儀兵衛は招かれ和歌山藩の勘定奉行や和歌山県会議長を経て、政府に召され初代駅逓頭になり郵便制度創設した。
1888年に銚子醤油同業組合を設立した。
1895年（明治28年）に、ヤマサ醤油は関東初の宮内省御用達に選ばれた。ヤマサ醤油は明治時代に醤油研究所を設立し醤油醸造を科学的に解明した。
1914年（大正3年）に、ヒゲタ・田中家とジガミサ・濱口家と・カギタイ・深井家の3家が三蔵合弁して銚子醤油を設立した。濱口儀兵衛商店は1928年（昭和3年）に株式会社を設立、社名をヤマサ醤油株式会社とした。銚子醤油は1937年に野田醤油と資本提携した。ヤマサ研究所は、1955年（昭和30年）鰹節のうま味成分が、イノシン酸であることを発見、1957年（昭和32年）椎茸のうま味が成分グアニル酸であることも発見した。
銚子醤油は、1976年（昭和51年）にヒゲタ醤油株式会社に社名変更した。

## 輸送

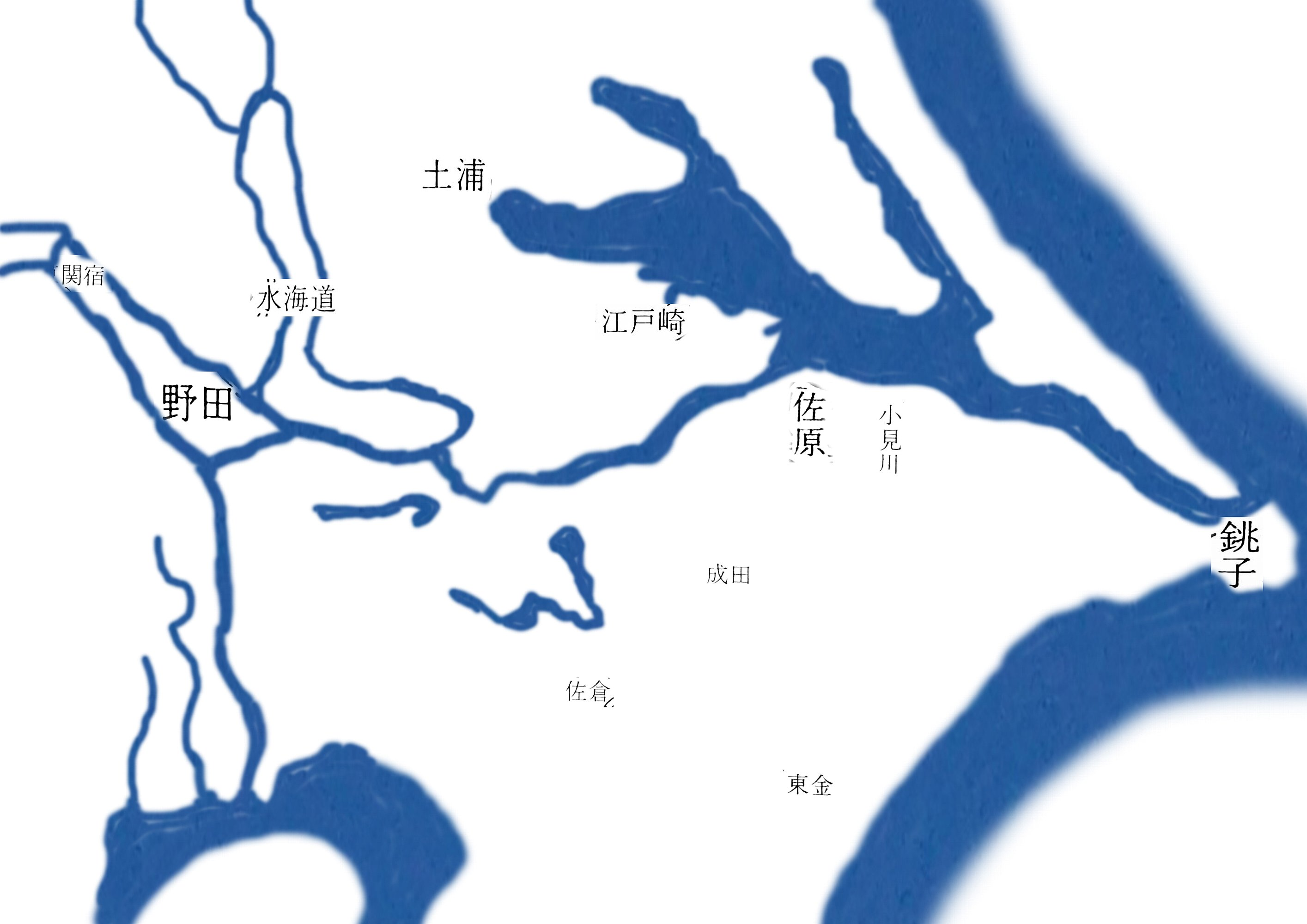
近世利根川水系の水運

醤油醸造は最も成功した江戸地廻り経済だった。

### 水運輸送
醤油銚子から醤油を江戸まで、利根川・江戸川を船で水運輸送する所要時間は、水量によって約10日～1ヶ月程であった。なお、野田から江戸までは、江戸川を船で醤油を運輸送する所要時間は約8時間程である。

## 醤油醸造家

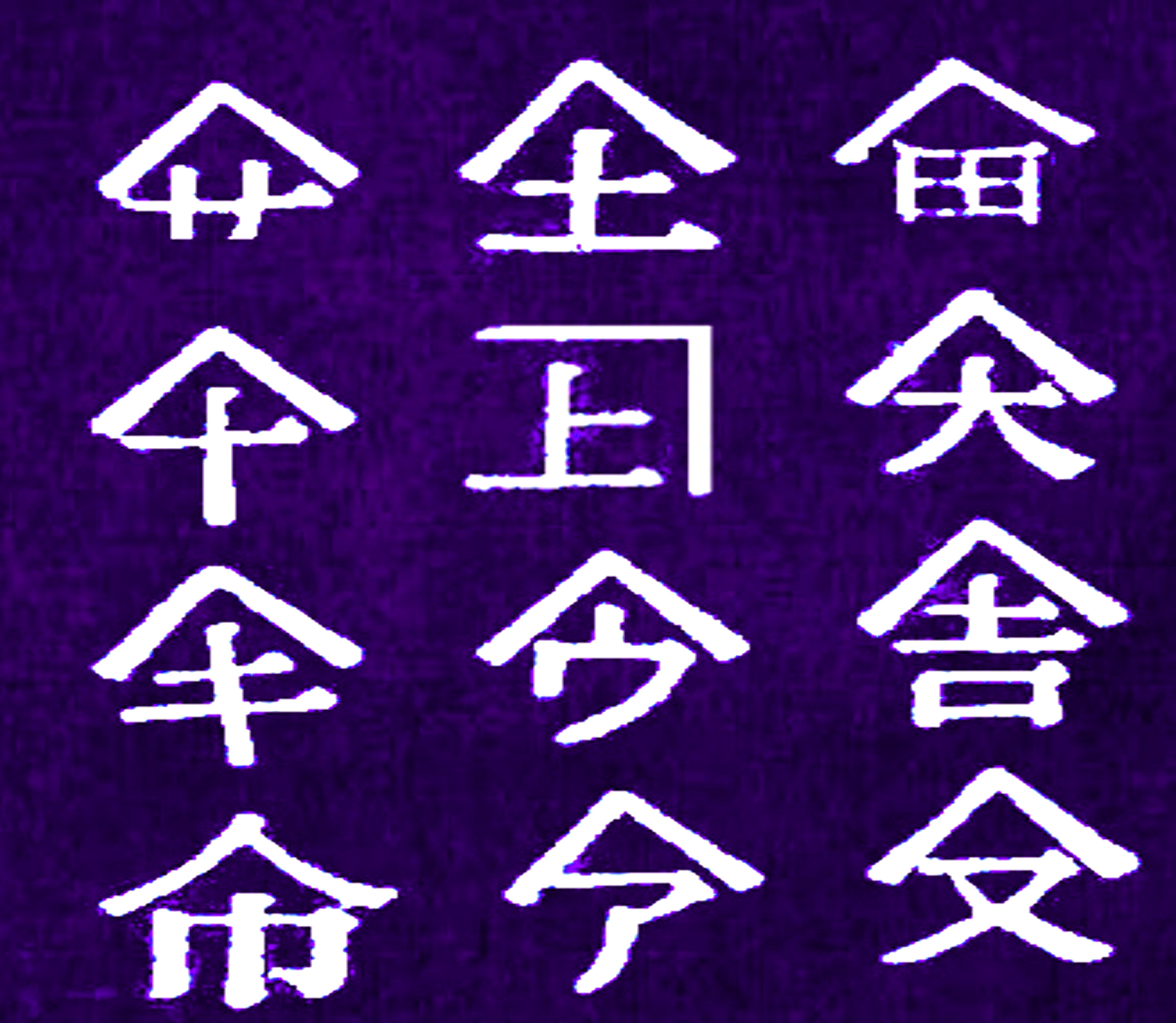
銚子醤油仲間

### 銚子醤油仲間
田中玄蕃
田中吉之丞
広屋儀兵衛
広屋十次郎
広屋理右衛門
広屋庄右衛門
伊勢屋惣右衛門
滑川彦右衛門
宮原屋太兵衛
塚口屋太兵衛
富岡屋清兵衛
飯田久四郎
ヒゲタ・田中家
田中玄蕃
ヒゲダイ・深井家
深井吉兵衛
ヤマジュウ・岩崎家
岩崎重次郎

### 濱口一族
ヤマサ・濱口儀兵衛家・廣屋
濱口儀兵衛
ジガミサ・濱口吉右衛門家
濱口吉右衛門

### 関東三大銘柄地
土浦は、小麦大豆の産地で、霞ヶ浦の水運に恵まれ、野田・銚子と並ぶ醤油醸造業町であった。現存する亀甲正・柴沼醤油は、柴沼正左衛門が1688年に創業した。醸造家の色川三郎兵衛は醤油醸造から退き、亀甲大・大黒屋勘兵衛は醤油醸造は廃業し、K＆K国分株式会社へと転進した。
野田は、キノエネ醤油以外の茂木一族・髙梨一族や野田の醤油醸造業者のほとんどが合流して野田醤油が設立され、世界最大の醤油醸造業会社亀甲萬となった。
銚子のヤマサ濱口家は、単独の醤油醸造家としては世界最大となった。

## 銚子醤油関連文化財

### 近代化産業遺産
激しい産地間競争等を通じ近代産業へと発展した利根川流域等の醸造業の歩みを物語る近代化産業遺産群。 
銚子市の醸造関連遺産（竜の井）

## 日本国外
ヤマサ醤油は1994年（平成6年）アメリカオレゴン州に醤油工場を建設。今現在では世界中に展開している。